# Tamešiwari
Tamešiwari je bojové umění, které je založeno zejména na přesekávání různých věcí. Přesekávat se může cokoli například skleněná láhev (v ní může být i nějaký nápoj), hořící plech, keramické výtvory, prkna, cihly apod. S přesekáváním bychom měli začínat pokud máme dobře zpevněné zápěstí. Zpevněného zápěstí docílíme kliky na kloubech. 
V tameši–wari jsou různé úderové plochy například prst, hrana ruky, pěst, nárt, bříško chodidla apod. (čím je zasažená plocha menší, tím je daný úder intenzivnější). Při nácviku úderů je důležité, aby všechny nástroje, do kterých vedou údery, pod těmito údery pružily a uhýbaly. Pokud tomu tak není hrozí vážné poškození kloubů a páteře.